# Aníbal Villacís
Aníbal Villacís (Ambato, 1927 – Ambato, 7 de marzo de 2012) fue un pintor ecuatoriano. 

## Biografía
Desde muy joven, Villacís fue autodidacta para aprender dibujo y composición utilizando carbón y papeles estraza y recreando los pósters de toreo en Quito. En 1952, José María Velasco Ibarra, ex Presidente de Ecuador, descubre a Villacís y le ofrece una beca para estudiar en París. Allí permanece durante un año pero no se acostumbra a la ciudad por lo que el joven escribe al Ministro de Educación ecuatoriano para que le traslade a Academia de San Fernando de Madrid, donde vivió durante seis años. En 1954 hizo una exposición individual en el Círculo de Bellas Artes de Madrid.  En ese tiempo, Villacís conoció a Antoni Tàpies, Antonio Saura y Modest Cuixart, que influyeron en su obra posterior.
Villacís fue cofundador del VAN Group (Vanguardia Artística Nacional), el colectivo artístico que abrazó el informalismo mientras buscaba una nueva estética moderna, inspirado en el arte precolombino (también conocido como Ancestralismo). Entre esos miembros del VAN son Enrique Tábara, Estuardo Maldonado, Luis Molinari, Hugo Cifuentes, León Ricaurte y Gilberto Almeida.
Villacís es conocido principalmente por su serie llamada Filigranas que comenzó a finales de la década de los 50. Las filigranas fueron típicamente técnicas mixtas en masonite, madera o lienzo añadiendo polvo de mármol, arena, metal, yeso, pintura, oro o plata para crear una nueva estética moderna influenciada por sus antepasados precolombinos.
En su país, trabaja con el norteamericano Wulf y expone en la Unión Panamericana en 1962, invitado por José Gómez Sicre donde se fascina con la obra de Pollock. Fue el primer ecuatoriano abstracto que exhibe allí.
Al año siguiente viaja de nuevo a España como integrante de la exposición "Arte de América y España", donde alcanza su período de madurez apostando por la materia y las texturas sobre superficies gruesas de textura a base de raspados o por medio de incisiones. En los setenta, Villacís pasó de lo precolombino a lo colonial. Para los entendidos este fue el mayor acierto de su carrera. Comenzó a pintar las caras de los niños pobres de Quito para resaltar sus "inseguridades, incertidumbre y vejez prematura".
Participó en exposiciones en Río de Janeiro (1964), Córdoba-Argentina (1966), Venecia-Italia (1968), Medellín-Colombia (1969 y 1973) y en el Homenaje a Pablo Picasso en Washington (1977). En 2007, Aníbal Villacís recibió el premio más prestigioso del Ecuador en Arte, Literatura y Cultura, Premio Eugenio Espejo.

## Premios y distinciones
- Beca del Gobierno de Velasco Ibarra a Europa (1952).
- Beca del Instituto de Cultura Hispánica de Madrid (1953).
- Premio Adquisición, Museo de Arte Colonial, Quito – Ecuador (1956).
- Segunda Premio Adquisición, Salón Mariano Aguilera, Quito – Ecuador (1957).
- Premio Adquisición, “South América Art of Today”, Dallas Museum, Texas – USA (1959).
- Tercer Premio Salón de Pintura “Fundación de Guayaquil” (1959).
- Primer Premio, Salón Mariano Aguilera, Quito – Ecuador (1960).
- Segundo Premio Adquisición del XI Salón de Guayaquil – Ecuador (1960).
- Mención Especial, Salón Mariano Aguilera, Quito – Ecuador (1963).
- Segundo Premio , II Bienal de Córdoba, Argentina (1964).
- Gran Premio Adquisición, Salón Mariano Aguilera, Quito – Ecuador (1965).
- Segundo Premio, Salón Bolivariano de Cali – Colombia (1965).
- Primer Premio, XII Salón de Octubre, Guayaquil – Ecuador (1970).
- Primer Premio, Salón Latinoamericano de Pintura, Quito – Ecuador (1972).
- Segundo Premio, Salón Nacional de Artes Plásticas, Quito – Ecuador (1972).
- Condecoración al Mérito Artístico en la Orden de Comendador (1978).
- Condecoración al Mérito, Presidencia Jaime Roldós Aguilera (1980).
- Nominado al Premio Nacional Eugenio Espejo (2005).
- Homenaje de Reconocimiento, Dirección Cultural Regional Del Banco Central Guayaquil, Ecuador (2005).
- Premio Nacional Eugenio Espejo (2007).[6]